# Ilex kusanoi
Ilex kusanoi là một loài thực vật có hoa trong họ Aquifoliaceae. Loài này được Hayata mô tả khoa học đầu tiên năm 1911.